# Dioctria gagates
Dioctria gagates är en tvåvingeart som beskrevs av Christian Rudolph Wilhelm Wiedemann 1820. Dioctria gagates ingår i släktet Dioctria och familjen rovflugor. Inga underarter finns listade i Catalogue of Life.